# Дзета Гидры
Дзета Гидры (лат. ζ Hydrae), 16 Гидры (лат. 16 Hydrae), HD 76294 — двойная звезда в созвездии Гидры на расстоянии приблизительно 157 световых лет (около 48,3 парсек) от Солнца. Видимая звёздная величина звезды — +3,1m. Возраст звезды определён как около 450 млн лет.

## Характеристики
Первый компонент — оранжево-жёлтый гигант спектрального класса G8III, или G8III-IV, или G8,5III, или G9II-III, или K0. Масса — около 3,5 солнечной, радиус — около 18,801 солнечного, светимость — около 174,2 солнечной. Эффективная температура — около 4873 K.
Второй компонент — коричневый карлик. Масса — около 27,2 юпитерианской. Удалён в среднем на 2,271 а.е..